# سرو نیوزیلندی
سرو نیوزیلندی (نام علمی: Libocedrus bidwillii) نام یک گونه از سرده سروهای اشک‌دانه است.